# Salgari (album)
 (octobre 2020).
Albums de Ludovico Einaudi
Stanze
(1992) Le onde
(1996)
Salgari (Per terra e per mare), est un album du compositeur et pianiste italien Ludovico Einaudi, publié en 1995.

## Musique pour ballet
Musique pour ballet, composée de 1991 à 1993. Pour 3 voix de femmes et 1 narrateur, rires, piano, piccolo, flûte baroque, hautbois, clarinette, trombone, trompette, cor, harpe, tuba, percussions et cordes (alto et 2 violons). Première représentation à Vérone, au Teatro Filarmonico le 10 mars 1995. Textes d'Emilio Salgari et de Charles Dukes Jr. (traduits de l'anglais). Chorégraphie de Daniel Ezralow (en) et scénographie de Jerome Sirlin. Recherche bibliographique d'Andrea De Carlo,.
L'œuvre raconte à travers ses textes, l'histoire tragique de l'écrivain italien Emilio Salgari. De ses soucis financiers et familiaux à son suicide, Einaudi nous promène dans cette ambiance de jungle et de voyage, que l'on retrouve dans beaucoup de ses romans (Sandokan, etc.).

## Pistes
1. Prologo – (3:09)
2. Jungla I – (4:45)
3. Jungla II – (2:49)
4. Realtà I – (4:22)
5. Viaggio I – (5:45)
6. Interludio I – (3:38)
7. Jungla III – (3:21)
8. Viaggio II – (6:19)
9. Jungla IV – (7:32)
10. Interludio II – (5:00)
11. Jungla V – (1:56)
12. Jungla VI – (3:09)
13. Jungla VII – (4:24)
14. Interludio III – (4:49)
15. Viaggio III – (6:00)
16. Jungla VIII - Realtà II – (4:59)
17. Finale – (3:14)